# Robert David Hall
Robert David Hall (East Orange, Nueva Jersey, 9 de noviembre de 1947) es un actor de cine y televisión estadounidense. Es conocido por su papel en la serie CSI: Crime Scene Investigation, donde interpretaba al forense Al Robbins.
En 1978 se vio involucrado en un accidente de tráfico entre un automóvil y un camión. Como resultado del mismo, sufrió graves quemaduras, que le tuvieron durante un año en la unidad especial para pacientes quemados, y la amputación de ambas piernas por encima de la rodilla. Desde entonces lleva piernas artificiales.

## Filmografía
- Dream Lover (1994)
- Starship Troopers (1997)
- The Negotiator (1998)
- CSI: Crime Scene Investigation (2000 - 2015)
- My Father's House (2002)
- The Eavesdropper (2004)
- Legs (2007)
- The Gene Generation (2007)
- The Roymann Closure (2008)